# Тони Валенте
Тони Валенте Переира (фр. Tony Valente Pereira; Тулуза, 11. октобар 1984) француски је стрип-цртач, најпознатији по делу Радиант.

## Биографија
Валенте је рођен 11. октобра 1984. године у француском граду Тулуза. Као тинејџер, читао је мангу Змајева кугла Акире Торијаме, као и стрипове Дидјеа Тарквина, што га је инспирисало да постане стрип-цртач. Каријеру је започео 2004. године, радећи као илустратор на стрипу Les Quatre Princes de Ganahan Рафаела Дромелшлагера. Четири године касније, објавио је свој први рад Hana Attori. Године 2012. опет је радио као илустратор, овај пут на стрипу S.P.E.E.D. Angels Дидјеа Тарквина.
Убрзо након тога, почео је да ради на свом најпознатијем делу, Радиант. Први том изашао је 2013. године, и наслов је доживео велики успех, постајући прва манфра објављена у Јапану као манга.

## Дела
- Les Quatre Princes de Ganahan (2004–2007; написао Рафаел Дромелшлагер, илустровао Валенте)[5]
- Hana Attori (2008–2010)[6]
- S.P.E.E.D. Angels (2012–2013; написао Дидје Тарквин, илустровао Валенте)[7]
- Радиант (2013–данас)[3]